# Aka xamaycaensis
Aka xamaycaensis är en svampdjursart som först beskrevs av Gustavo Pulitzer-Finali 1986.  Aka xamaycaensis ingår i släktet Aka och familjen Phloeodictyidae.
Artens utbredningsområde är Jamaica. Inga underarter finns listade i Catalogue of Life.